# Ганнівка (Миколаївський район)
Га́ннівка  (в минулому  — Блюменберг, Княжевича) — село в Україні, у Березанській селищній громаді Миколаївського району Миколаївської області. Населення становить 124 особи.

## Історія
Блюменберг (нім. Blumenberg), також Княжевича, до 1917 — католицьке село в Херсонській губернії, Одеський повіт, Нечаянська волость; у радянський період — Миколаївська область, Тилігуло-Березанський (Анатоліївський) район. Засноване 1880 року. Назване за прізвищем колишнього землевласника Княжевича. Католицька парафія Раштатт. Землі 1442 дес. Ярмарок. Початкова школа (1926). МТС. Мешканці: 276 (1896), 138 (1916), 180 (1918), 191 (1926), 192 (1943).
7 (20) листопада 1917 року, відповідно до Третього Універсалу Української Центральної Ради, увійшло до складу Української Народної Республіки.  